# ويليام في. سوليفان
ويليام في. سوليفان هو محامي وسياسي أمريكي، ولد في 18 ديسمبر 1857 في وينونا في الولايات المتحدة، وتوفي في 21 مارس 1918 في أكسفورد في الولايات المتحدة. نشط حزبياً في الحزب الديمقراطي. وقد انتخب عضو مجلس الشيوخ الأمريكي ‏ عن دائرة Mississippi Class 2 senate seat ‏ وقد انضم خلال فترته النيابية ‏ (4 مارس 1899 – 4 مارس 1901) للكتلة البرلمانية الحزب الديمقراطي وانتخب عضو مجلس الشيوخ الأمريكي ‏ عن دائرة Mississippi Class 2 senate seat ‏ وقد انضم خلال فترته النيابية ‏ (31 مايو 1898 – 4 مارس 1899) للكتلة البرلمانية الحزب الديمقراطي وانتخب عضو مجلس النواب الأمريكي ‏.